# Bicoxidens polyptychus
Bicoxidens polyptychus är en mångfotingart som beskrevs av Kraus 1958. Bicoxidens polyptychus ingår i släktet Bicoxidens och familjen Spirostreptidae. Inga underarter finns listade i Catalogue of Life.